# Aulonemia ximenae
Aulonemia ximenae är en gräsart som beskrevs av L.G.Clark, Judz. och C.D.Tyrrell. Aulonemia ximenae ingår i släktet Aulonemia och familjen gräs. Inga underarter finns listade i Catalogue of Life.